# Onde a Terra Acaba
Onde a Terra Acaba é um filme brasileiro de 1933 dirigido por Otávio Gabus Mendes.
Trata-se de uma adaptação do romance Senhora, de José de Alencar.
As filmagens tiveram locações na ilha de Marambaia, nas furnas da Tijuca, em Jurubaíba, em uma "praia particular" na Avenida Niemeyer, em praias de Niterói e na Quinta da Boa Vista, tudo no Rio de Janeiro.
O filme deveria ter sido concluído um ano antes, mas o diretor Mário Peixoto acabou se desentendendo com a produtora Cármen Santos, que o demitiu do projeto e o substituiu por Otávio Mendes. Com este filme, a produtora Cármen Santos deu prosseguimento ao projeto inacabado, porém transformando o roteiro numa versão modernizada do romance de José de Alencar.
A ideia era dividir a história em catorze partes, à maneira dos filmes de Erich von Stroheim, e para isso foi filmado, mas na montagem reduziu-se o filme à metragem comum.
Em 2002, Sérgio Machado produziu o documentário homônimo, como homenagem ao diretor Mário Peixoto e também a este filme.

## Inovações
O filme inovou na apresentação dos letreiros, que eram superpostos, em vez de intercalados.
A Cinédia usa aqui o sistema movietone, de dimensões oficiais do cinema norte-americano. Por causa da banda sonora, a trilha do movietone tomou uma parte dos fotogramas, deixando-os quase quadrados. A solução foi enviar o celuloide à Academia de Artes e Ciências Cinematográficas de Hollywood, que, para corrigir o problema, reduziu a altura dos quadros (em termos práticos, aumentou o espaço entre eles). Foi uma inovação que poucos filmes da época exibiam.
A trilha sonora foi gravada em disco (outra inovação), com regência do maestro Romeu Ghipsman.

## Sinopse
É a história de uma mulher que enfrenta preconceitos sociais em nome do amor.

## Elenco
- Cármen Santos
- Celso Montenegro
- Augusta Guimarães
- Paulina Mobarak
- Alfredo Nunes
- Francisco Bevilácqua
- Paulo Marra
- Manuel F. Araujo
- Décio Murilo
- Sérgio Soroa
- Ivan Villar
- Luiz Roberto
- Adelino
- Ernane Augusto
- Armando Barreto
- Armando Barreto
- Carlos Eduardo
- Júlia
- Luiz Gonzaga Martins
- Otávio Gabus Mendes
- Nair
- Eian Santelmo
- João Santos
- Olga Silva
- Carmen Violeta
- Xermão